# Корнелия Постума
Корнелия Постума (на латински: Cornelia Postuma) е римлянка от 1 век пр.н.е.
Тя е дъщеря на римския диктатор Луций Корнелий Сула и неговата четвърта съпруга Валерия, дъщеря на Валерий Месала и сестра на Марк Валерий Месала Руф, който е консул през 53 пр.н.е. и племеничка на оратора Квинт Хортензий. Ражда се седем месеца след смъртта на баща ѝ през 78 пр.н.е.